# Affectio societatis (droit français)
L'affectio societatis désigne la volonté commune entre plusieurs personnes physiques ou morales de s'associer. Elle constitue un élément caractéristique de la société en droit français. Les articles 1832 et 1833 du Code civil français la font apparaître comme fondement même de cette notion.

## Définition
Il n’existe pas de définition légale de la volonté de s’associer. La jurisprudence l'a donc définie.
L’affectio societatis est invoquée là où s'observent collaboration volontaire, active, intéressée et souvent entre égaux. Le caractère volontaire et actif de la collaboration la distingue de groupements involontaires tels un syndicat de copropriétaires. Le caractère intéressé distingue la société de la simple association. Il n’y a cependant pas toujours de réelle collaboration entre associés, en particulier lorsque ce sont de simples possesseurs passifs de titres en bourse. L'égalité n'est pas entre personnes, mais entre parts sociales : il y a souvent des associés majoritaires et des associés minoritaires dans les sociétés (le droit définit pour cette raison les éventuels abus de majorité, et même de minorité - de blocage, par exemple).
L’affectio societatis est définie aussi comme volonté « d’union » ou une simple convergence d’intérêt. Cette idée de convergence d’intérêt des associés dans le contrat de société la distingue des contrats synallagmatiques, où l’intérêt d’une partie s’oppose généralement à celui de l’autre). Il y a cependant souvent divergence d’intérêts entre majoritaires et minoritaires, entre autres pour la distribution des bénéfices : quand les majoritaires sont également dirigeants rémunérés, ils peuvent préférer pour des raisons fiscales incorporer les bénéfices aux réserves, ce qui n'est pas forcément le cas des minoritaires[réf. nécessaire].
Une troisième doctrine définit l’affectio societatis comme la volonté qui doit exister au moment de la constitution de la société, matérialisée par le consentement au contrat de société (consentement qui doit, selon cette doctrine, nécessairement exister au moment où la société est créée). Cette conception de l’affectio societatis en tant que consentement au contrat de société est considérée comme plus cohérente que les conceptions de collaboration et de convergence d'intérêt.
La jurisprudence reprend les conceptions doctrinales : la Cour de cassation définit la notion d’affectio societatis comme la volonté implicite ou explicite des associés de collaborer sur un pied d’égalité à la poursuite de leur intérêt. L’affectio societatis n’a pas la même intensité selon les formes ou les types de sociétés.
L’affectio societatis est même absent dans les sociétés à responsabilité limitée unipersonnelles (EURL) étant donné la présence d'un seul associé.
Il existe, par contre, dans la société créée de fait laquelle a été consacrée par le législateur en 1978, à la suite de l'introduction de l'article 1873 du Code civil en vertu duquel la société créée de fait est soumise au même régime que la société en participation.

## Rôle
L’affectio societatis est un critère de qualification et d'existence du contrat de société, il est utilisé pour distinguer la société de certaines situations, telles que le contrat de travail ou le contrat d’indivision.

### La distinction entre le contrat de société et le contrat de travail
La distinction entre le contrat de société et le contrat de travail est en théorie relativement aisée : dans le contrat de travail, il y a un lien de subordination ; celui-ci est exclu dans le contrat de société où les associés doivent être sur un pied d’égalité.
Exemple : lorsque plusieurs personnes travaillent ensemble et n’ont pas fait explicitement de contrat, le juge peut avoir à qualifier la situation qui lui est soumise. Si l’une des personnes a conclu un contrat avec un tiers pour les besoins de l’activité commune et que celui-ci n’a pas payé, les possibilités de recours contre la personne qui a conclu avec le tiers seront différents selon qu'on est en présence d’un contrat de travail ou d’un contrat de société. S’il y a un lien de subordination (contrat de travail), il ne sera pas possible de poursuivre la personne subordonnée, selon le principe qu’un salarié ne peut être tenu des dettes de son employeur. S’il n’y a pas de lien de subordination (contrat de société), la question est alors de savoir quelle est la nature du contrat de société, car – sous certaines conditions - tous les associés sont tenus des dettes contractées pour le fonctionnement
de la société.

### La distinction entre le contrat de société et le contrat d’indivision
L’indivision est la situation dans laquelle plusieurs personnes ont ensemble la propriété d’un même bien ou d’un ensemble de biens. Chacun des indivisaires a une fraction du bien, mais pas de droit privatif sur cette partie.
Société et indivision peuvent être comparées dans la mesure où elles sont toutes les deux des techniques qui autorisent l’appropriation collective des biens.
A titre d'exemples : 
- indivision successorale, en cas de décès et présence de plusieurs héritiers (tous les héritiers seront en indivision jusqu’à l’acte de partage qui mettra fin à cette indivision en leur attribuant une part concrète) ;
- location d’un bateau ou achat d’un immeuble organisés par une convention d’indivision.

#### Points de comparaison
On distingue essentiellement quatre points de comparaison :
- l'origine : la société a nécessairement une origine volontaire tandis que l’indivision a généralement une origine légale (on « tombe » en indivision) ; même si depuis la loi de 1976 elle peut aussi être issue d’une convention d’indivision, donc volontaire (on « se met » en indivision) ;
- la durée : la société a une durée maximale déterminée de 99 ans pouvant être prorogée tandis que l’indivision est un état précaire (« nul ne peut être contraint à demeurer dans l'indivision » selon l'article 815 du Code civil, à tout moment un des indivisaires peut demander et provoquer le partage) ; cependant, depuis la loi de 1976 une convention d’indivision peut prévoir une durée maximale renouvelable de cinq ans ;
- la gestion : la société a des dirigeants (nommés par les associés mais disposant d’une assez grande autonomie) qui ont le pouvoir d’agir en son nom, tandis que dans l’indivision, la règle est en principe que les décisions sont prises à l’unanimité (chaque indivisaire dispose du droit de veto) ; cependant, depuis la loi de 1976, une convention d’indivision peut désigner un gérant de l’indivision disposant de pouvoirs calqués sur ceux des époux dans le régime matrimonial de la communauté (pouvoirs moins étendus que ceux du gérant de société) ;
- la personnalité morale : la société est dotée de la personnalité morale, tandis que l’indivision n’est en aucun cas une personne morale, mais une simple hypothèse de copropriété. Les dettes contractées pour les biens indivis sont en principe des dettes personnelles des indivisaires ; cependant, il existe désormais des « créanciers de l’indivision » dont la créance (le « passif de l’indivision ») est née soit avec la création de l’indivision, soit pendant l’indivision en ce qui concerne l’entretien et l’amélioration des biens individuels, et qui peuvent se faire payer sur les biens indivis.

En 1976, une importante réforme du régime de l’indivision a considérablement rapproché l’indivision de la société. Il n’en reste pas moins que société et indivision n’ont pas les mêmes finalités : la société tend vers une gestion dynamique tandis que l’indivision est plus adaptée pour une gestion patrimoniale, non professionnelle.
Les notions de société et d’indivision peuvent fusionner : des sociétés peuvent être en indivision.

## La coexistence d'aspects institutionnels et contractuels de la société
Si la société est contractuelle, la liberté s’impose, tandis que si la société est institutionnelle, des règles d’ordre public sont à respecter.
Selon le droit positif, avant les lois de 1978 et 1985, la société était définie comme un contrat : « la société est un contrat » (article 1832 du Code civil). Depuis les lois de 1978 et 1985, la société est définie à la fois comme une institution et comme un contrat : « la société est instituée […] par un contrat » (même article). Beaucoup de dispositions et de formalités du droit des sociétés sont particulières et propres à une nature institutionnelle : règles de formation et d’enregistrement ; personnalité morale ; pouvoirs des gérants définis par la loi (ils ne sont donc plus des mandataires des associés) ; majorité requise pour prendre des décisions et modifier les statuts dans de nombreuses formes de société (ce qui est différent de la logique contractuelle, qui suppose l’unanimité).
Il y a une coexistence d’aspects institutionnels et d’aspects contractuels de la société, qui ne sont pas les mêmes selon la forme de la société (société de personne ou de capitaux): si la société n’est pas une personne morale, alors la société est véritablement un contrat ; si la société est une personne morale, alors la société a un fort caractère institutionnel – encore plus poussé dans les sociétés de capitaux excepté pour la société par actions simplifiée (SAS) qui a un fort caractère contractuel.